# Rosenborg Ballklub Kvinner
Ne doit pas être confondu avec Rosenborg BK.
Actualités

ancien logo SK Trondheims-Ørn

Le Rosenborg Ballklub Kvinner anciennement Sportsklubben Trondheims-Ørn est un club norvégien de football féminin basé à Ranheim, dans la banlieue de Trondheim, et fondé le 18 mai 1917. 
Le SK Trondheims-Ørn a longtemps été un club omnisports, regroupant entre autres des équipes de football, de handball et de hockey sur glace ; toutes ces sections disparaissent dans les années 1980.
Le club a le palmarès le plus important de Norvège avec sept championnats de Norvège et 8 coupes de Norvège.

## Histoire

### SK Trondheims-Ørn
Le club est fondé le 18 mai 1917, avec une section football masculin et une section hockey sur glace. Il crée une section de football féminin en 1972. Il abandonne la section masculine en 1986 et la section hockey en 1990, devenant uniquement un club de football féminin.
A ses débuts le club remporte le championnat non officiel, en 1977. À partir de 1978, le championnat officiel est créé, Trondheims-Ørn arrive deux fois en finale de la Coupe de Norvège en 1978 et 1980. En 1986, le club termine deuxième de sa ligue et est promu dans le nouveau championnat féminin norvégien. Pour sa première saison dans l'élite, Trondheims-Ørn termine à la 6e place, l'année suivante en 1988 le club termine à la 3e place. En 1991, le club est relégué mais remonte dès l'année suivante et en 1994 remporte son premier titre de champion.
Jusqu'au début des années 2000, le SK Trondheims-Ørn s'impose au sommet du championnat norvégien remportant sept fois le titre de champion et huit coupes de Norvège.
À partir de 2004, c'est le déclin malgré une demi finale en Coupe féminine de l'UEFA en 2005, il a même évité la faillite en 2010, et ne jouait plus qu'en milieu de tableau.

### Rosenborg BK Kvinner
Lors d'une réunion extraordinaire le 27 janvier 2020, le club a décidé de changer son nom en Rosenborg Ballklub Kvinner et devient une section du Rosenborg BK. L'équipe joue son premier match sous le nouveau nom le 24 février 2020, en match amical contre IL Sandviken.
En 2020, Rosenborg devient vice-champion de Norvège à égalité de points avec le champion, Valerenga, en étant invaincu (10 victoires et 8 matchs nuls).

## Palmarès

### SK Trondheims-Ørn
- Championnat de Norvège (7)
  - Champion : 1994, 1995, 1996, 1997, 2000, 2001 et 2003

- Coupe de Norvège (9)
  - Vainqueur : 1993, 1994, 1996, 1997, 1998, 1999, 2001, 2002 et 2023
  - Finaliste : 1978, 1980, 1986, 1989, 1995 et 2010

- Coupe féminine de l'UEFA
  - Demi-finaliste : 2005

## Anciennes joueuses
- Brit Sandaune
- Ragnhild Gulbrandsen